# Rosemary Casals
Rosemary "Rosie" Casals (født 16. september 1948 i San Francisco, Californien, USA) er en tennisspiller fra USA. Hun var en af verdens bedste kvindelige tennisspillere fra slutningen af 1960'erne til begyndelsen af 1980'erne og vandt i løbet af sin karriere 12 grand slam-titler: 9 i damedouble og 3 i mixed double. Hun var endvidere en del af det amerikanske hold, der vandt Federation Cup i 1970, 1976, 1977, 1978, 1979, 1980 og 1981, og hun vandt også syv Wightman Cup-titler for USA.
Casals blev i 1996 valgt ind i International Tennis Hall of Fame.